# Ribozim

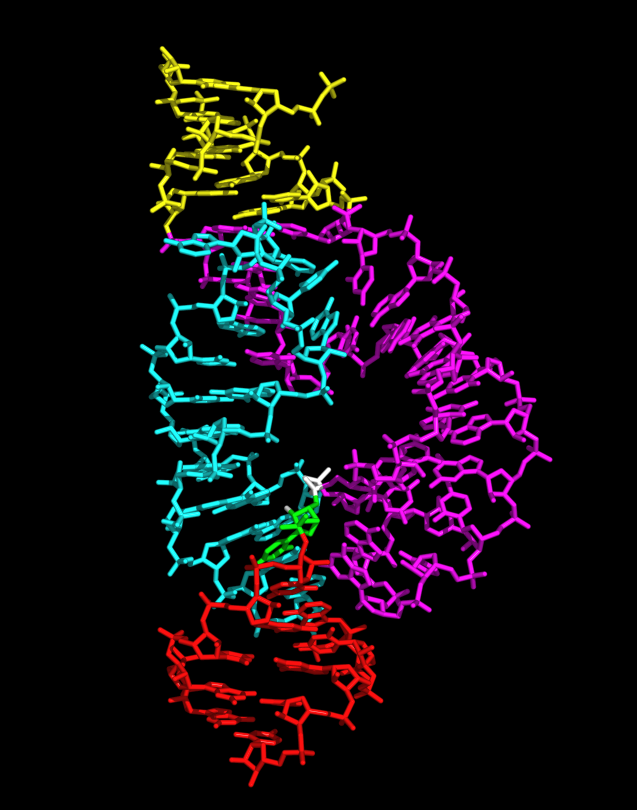
Estructura d'un ribozim cap de martell o "hammerhead"

Els ribozims són àcids ribonucleics (ARN) amb capacitat enzimàtica presents a les cèl·lules amb múltiples funcions tan importants com, per exemple, el processament de l'ARN. Es pensa que van tenir un paper fonamental en la història de l'origen de la vida essent els protagonistes de l'anomenat "món d'ARN primitiu" en les etapes més primerenques de l'aparició i evolució dels primers organismes vius al planeta Terra. Els ribozims en qualitat de portadors d'informació genètica i, a la vegada, de catalitzadors són el principal argument a favor de la teoria del món d'ARN que postula que aproximadament fa 3.500 milions d'anys els àcids ribonucleics haurien estat capaços de catalitzar la seva pròpia duplicació, és a dir, actuaven com a molècules autoreplicatives; exercint així alhora la funció de catalitzar reaccions (pròpia de les proteïnes) i de reservori de la informació genètica (pròpia de l'ADN). Els ribozims tenen també una funció important en les cèl·lules en estructures formades per ARN com els ribosomes (traducció) o els espliceosomes (transcripció).
Alguns dels ribozims coneguts fins ara a la naturalesa són: ARNr 23S peptidil transferasa, RNAasa P, introns del grup I i II, leadzim, ribozim hairpin o sivella, ribozim cap de martell, ribozim VDH, ribozim cpeb3 dels mamífers, ribozim vs, ribozim glmS, ribozim CoTC, ribozim GIR1 "branching" o corbat, bifurcat.

## Descobriment
Els primers indicis que l'ARN pogués actuar com a catalitzador van ser presentats el 1967 per Carl Woese, Francis Crick i Leslie Orgel basant-se en el descobriment que l'ARN pot formar estructures secundàries. Tot i així el mèrit i el reconeixement van ser per Thomas Cech i per Sidney Altman que van rebre el Premi Nobel de Química en 1989 “pel seu descobriment de les propietats catalítiques de l'ARN”.
Thomas Cech de la universitat de Colorado Boulder, estava investigant l'eliminació dels introns, és a dir, la maduració d'un gen d'ARN ribosòmic del protozou ciliat Tetrahymena thermophila. Es va sobtar quan va notar que en la reacció de supressió dels introns en l'ARN no actuava cap proteïna, tot i els seus esforços per trobar algun enzim proteic que catalitzes l'anomenada reacció. En un principi va treballar sota la hipòtesi que hi havia una proteïna actuant com a catalitzador en la maduració de l'ARN. Va tractar d'eliminar aquesta proteïna amb detergents, va aplicar altes temperatures per tal de desnaturalitzar-la i fins i tot va afegir peptidases a la solució d'ARN per tal que degradessin la proteïna i la reacció parés. En cap dels casos la reacció es va aturar. Així va acabar proposant que era el mateix ARN el que autocatalitzava la reacció amb una alta especificitat en el moment en què la seqüència intrònica del ARN es trencava i sortia de la cadena formant de nou un enllaç fosfodiéster, essent el primer ARN amb activitat catalítica o, més ben dit, amb activitat d'automaduració, conegut.
Sidney Altman de la Universitat Yale, per la seva banda, estudiant el comportament de l'enzim RNasa-P, responsable de la maduració i activació del ARNt, va descobrir que la subunitat d'ARN de la RNasa-P era catalíticament activa en absència de la subunitat proteica.
Aquests descobriments van revolucionar la biologia molecular, va obrir noves vies d'investigació i ha canviat la manera de pensar amb relació a l'evolució molecular, en la mesura en què ja no es va comprendre l'ARN com una molècula purament informativa i de transició sinó també com una molècula amb activitat catalítica altament específica capaç de realitzar automaduracions i reaccions de catàlisi vitals en la cèl·lula. Es va parlar fins i tot que d'alguna manera el món estava esperant aquest experiment, ja que, molt abans, alguns científics havien especulat entorn la idea que era precisament l'ARN el que va tenir un paper en l'origen de la vida. D'aquest descobriment van derivar concretament teories molt avançades sobre l'origen de la vida i va fer veure a la comunitat científica, gràcies també a descobriments posteriors, que l'ARN té un paper molt més important a la cèl·lula del que en un principi es creia.

## Reaccions de catàlisis dels ribozims
De la mateixa manera que les proteïnes amb funció catalítica (enzims), els ribozims poden actuar com a biocatalitzadors adoptant una determinada estructura espacial. Com argumenta el doctor Thomas Cech, premi Nobel pel descobriment dels ribozims, és precisament l'absència de doble cadena en l'ARN, cosa que permet que les monocadenes tinguin una variabilitat estructural en l'espai molt gran i similar als polipèptids o proteïnes: l'ARN és capaç de torçar la seva cadena simple interaccionant amb si mateix i adoptant estructures espacials més pròpies de proteïnes que d'àcids nucleics i, per tant, li permet actuar com ho fa un enzim adaptant-se al substrat i exercir com a biocatalitzador. L'ARN pot adoptar estructures globulars molt semblants a les dels enzims amb un centre actiu d'unió al substrat.
Seguint la comparació, la presència d'ions metàl·lics com a cofactors com per exemple el Mg2+ en els llocs actius també ajuda a l'actuació d'alguns ribozims. La presència d'ions metàl·lics pot estar directament involucrada en la reacció de catàlisis o bé estabilitzar l'estructura de l'ARN polianiònic amb la seva contracàrrega positiva. Per tant, l'activitat catalítica dels ribozims i de les proteïnes és molt similar. Tot i així, la quantitat de ribozims en les cèl·lules actuals és irrisòria en comparació amb la d'enzims. Això és degut segurament a processos de selecció evolutius que, tenint en compte la quantitat d'aminoàcids diferents (20) respecte a la de bases nitrogenades (4), han adoptat com a principals catalitzadors les proteïnes per les majors possibilitats combinatòries entre els aminoàcids, que impliquen un nombre d'estratègies catalítiques molt superior al de les bases nitrogenades dels ribozims.
Tot i la seva petita quantitat, l'ARN en forma de ribozim té una importància vital en la cèl·lula, la qual cosa s'ampliarà tot seguit. El descobriment dels ribozims va centrar el focus d'atenció científic sobre la molècula d'ARN, la qual era considerada un mer intermediari informatiu. Ara sabem que és una molècula amb moltes més funcions que la simple funció informativa o missatgera i que està involucrada en processos com la regulació de l'expressió genètica, regulació de la cromatina i de la manera amb la que el cromosoma s'empaqueta i es desfà i altres reestructuracions de les estructures genètiques. L'ARN té molta més activitat de la que es pensava en un principi. Això té importants implicacions en biomedicina en forma de tractaments clínics. Els ribozims poden actuar com a agents terapèutics, com a biosensors o poden ajudar a la investigació genètica i a la genòmica funcional.

### Ribosomes i espliceosomes com a ribozims

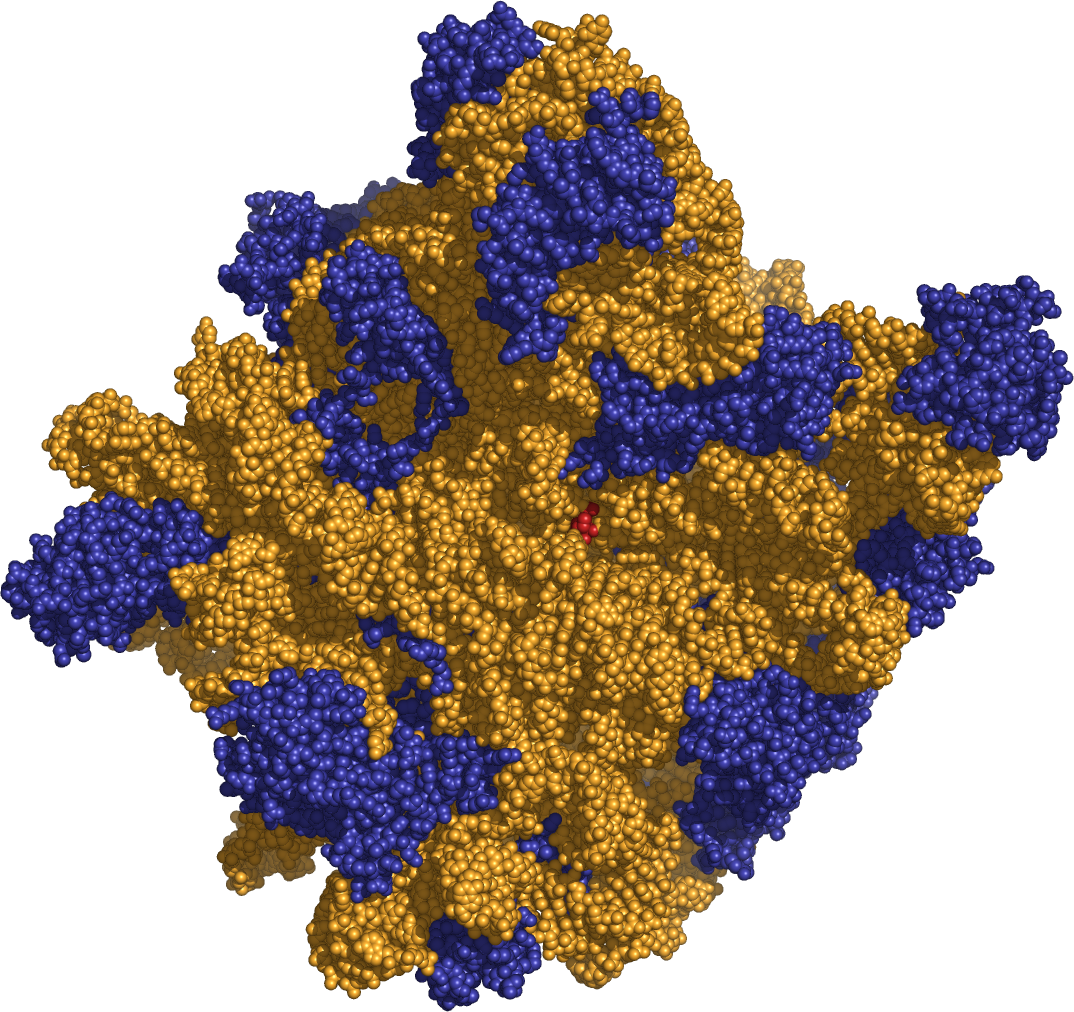
La subunitat gran d'un ribosoma de 50S. L'ARN és de color groc i la part proteica de color blau. El centre actiu és la part vermella central, adenina 2.486. (Imatge utilitzant Pymol)

Els ribozims també poden adoptar canvis conformacionals molt important com per exemple els ribosomes o els espliceosomes que són, de fet, ribozims. En el cas dels ribosomes que són complexes molt grans d'ARN-proteïna i que s'encarreguen de la maquinària biosintètica de proteïnes, sembla que l'activitat real catalítica la duen a terme l'ARN i que les proteïnes tan sols tenen una funció estabilitzadora de l'estructura; dos tercis de l'estructura del ribosoma és, de fet, d'ARN i només un terci està fet de proteïnes. Aquestes molècules d'ARNr catalitzen la reacció d'unió d'aminoàcids o transpeptidació). Estabilitzar el nucli d'ARN permetent així els canvis en el ARNr i ajudar en l'assemblatge inicial del ARNr que formen el nucli ribosòmic semblen ser les principals funcions de les proteïnes dels ribosomes.
Una activitat semblant semblen tenir els espliceosomes, grans complexos d'elevat pes molecular multifuncionals encarregats bàsicament del tall i empalmament dels introns i exons de l'ARN transcrit primari immadur en el qual participen catalitzadors poc freqüents. En el procés d'eliminació d'introns es forma una curiosa estructura en forma de llaç (en castellà lazada, en anglès lariat) amb la capacitat fins i tot de catalitzar-se a si mateix, d'autoprocessament, la qual cosa indica que és per definició un ribozim. L'eliminació dels introns ha de ser, per una altra banda, molt específica i segura, ja que és un pas essencial en la biosíntesis proteica i condicionarà segurament de manera negativa els següents mecanismes biosintètics.

### Diferents tipus de reaccions ribozimàtiques
Per generació in vitro s'han obtingut una varietat de ribozims que catalitzen reaccions bioquímiques molt diverses. Ja hem anomenat com a reaccions catalitzades per àcids ribonucleics la maduració del ARNt per la RNasa-P de l'experiment d'Altman, l'autoeliminació dels introns de l'ARN de l'experiment de Cech i l'activitat ribozímica dels ribosomes i espliceosomes. A continuació es presenta una taula amb algunes reaccions bioquímiques que poden ser catalitzades per ribozims
| Reacció                                           | Tipus de ribozim                                      |
| ------------------------------------------------- | ----------------------------------------------------- |
| Formació d'enllaç peptídic en la síntesi proteica | ARN ribosòmic                                         |
| Lligament i trencament del ARN RNasa-P            | ARN autoempalmant                                     |
| Trencament de l'ADN                               | ARN autoempalmant; probablement ARN de l'espliceosoma |
| Polimerització de l'ARN                           | ARN seleccionat in vitro                              |
| Fosforilació d'ARN i d'ADN                        | ARN seleccionat in vitro                              |
| Aminoacilació d'ARN                               | ARN seleccionat in vitro                              |
| Alquilació d'ARN                                  | ARN seleccionat in vitro                              |
| Formació d'enllaç amida                           | ARN seleccionat in vitro                              |
| Reaccions redox                                   | ARN seleccionat in vitro                              |
| Formació d'enllaç carboni-carboni                 | ARN seleccionat in vitro                              |
| Formació d'enllaç fosfoamida                      | ARN seleccionat in vitro                              |
| Intercanvi disulfídic                             | ARN seleccionat in vitro                              |

## El món d'ARN i l'origen de la vida
Després que James Watson i Francis Crick determinessin l'estructura en doble hèlix de l'ADN l'any 1953 la comunitat científica estava prou segura com per afirmar que va ser la molècula essencial i protagonista en l'evolució dels éssers vius. Molts afirmaven fins i tot que era “un gen primitiu nu, amb vida independent” 1. Tot i així ja se sabia que eren els enzims, la forma de proteïnes més coneguda, els encarregats de dur a terme la duplicació i expressió de l'ADN i que, per una altra banda, l'ADN posseïa la informació necessària per la síntesi de les proteïnes. Així doncs, el vell dilema evolutiu seguia viu: què fou primer, l'ou (l'ADN) o la gallina (les proteïnes)? Qui va ser l'encarregat d'iniciar tota la maquinària de la vida? Per tots és sabut que un cercle no té un inici definit i que ha de ser un altre element el que, d'alguna manera, poses en marxa tot el procés. Aquest element és l'ARN.

### Món d'ARN
La hipòtesi de Walter Gilbert que l'ARN va ser la molècula primitiva en l'evolució dels éssers vius, existent abans fins i tot que l'ADN o les proteïnes, es recolza sobre la base observacional que els cofactors, molècules petites adherides als enzims i que possibiliten la seva actuació, porten units amb freqüència un nucleòtid d'ARN sense funció determinada. Aquests nucleòtids d'ARN són considerats com “fòssils” antics romanents del món d'ARN en la bioquímica cel·lular: molts coenzims són components de l'ARN, com el FAD, NAD+ o el coenzim A.
Així doncs, tenint en compte la versatilitat de l'ARN actuant com a molècula informativa a la vegada que catalítica, és a dir, un ribozim, es podria afirmar, segons aquesta teoria, que l'ARN va ser el principal component de l'inici de la vida, sent a la vegada l'ou i la gallina. Es pot imaginar un món compost de molècules d'ARN que catalitzen la síntesi de si mateixes, capaces d'autoassemblar-se a partir d'una sopa de nucleòtids. L'origen de la vida a partir de matèria inorgànica, o la síntesi abiòtica de matèria orgànica, que és la teoria recolzada per l'experiment de Miller i Urey, va en concordança amb el món d'ARN, és a dir, el model de món primitiu format per una atmosfera reductora, sotmès a alta radiació ultraviolada i amb gran activitat volcànica i sísmica entre altres aspectes, és el lloc idoni per l'aparició dels primers éssers vius. L'alta complexitat que suposa una cèl·lula formant-se a partir de petites molècules, comparable a una casa construint-se a si mateixa a partir de maons, requereix un sistema químic molt simple per començar a desenvolupar-se per si mateix. Per això, no és anar errat pensar en la possibilitat d'un món primitiu molt simple format per les condicions atmosfèriques i ambientals ja mencionades, una sopa de nucleòtids i altres molècules i, finalment, molècules d'ARN autoreplicants o ribozims.
L'ARN hagués estat la molècula triada per guardar la informació genètica en els primers organismes vius, ja que l'ADN és una molècula més complexa químicament: el sucre de desoxiribosa és més difícil de formar i en les actuals cèl·lules intervé un enzim, mentre que la ribosa es pot derivar del formaldehid (HCHO), molècula que ha estat fàcil de generar en experiments que simulen l'origen abiòtic dels éssers vius en l'origen de la vida. Se suposa que l'aparició de l'ADN com a molècula principal va ser posterior a l'ARN. L'ADN és una molècula que, en ser químicament més estable, és capaç de formar dobles cadenes més llargues sense trencar-se, la qual cosa hagués aportat la possibilitat d'adquirir complexitat en l'evolució cap a éssers superiors. L'ADN, a més, posseeix una doble cadena i timina en comptes d'uracil, tot el qual dona més estabilitat a una molècula molt delicada, en la mesura en què és poc convenient que pateixi massa mutacions.
L'aparició de les primeres proteïnes i l'evolució de la biosíntesi de proteïnes resulten molt més complexes i són altament desconegudes. Tanmateix es permeten certes hipòtesis. Es treballa amb la hipòtesi d'una primera síntesi proteica no codificada per ARNm i sense ribosomes, catalitzada pels ribozims que acoblarien els aminoàcids del medi formant una cadena polipeptídica. Aquesta idea es basa en l'observació que en cèl·lules actuals hi ha petits pèptids com els antibiòtics que són sintetitzats sense el ribosoma i sense l'ARNm que guia la síntesi. Com hem vist els ribozims són capaços de catalitzar reaccions de aminoacilació, és a dir, són capaços d'adaptar aminoàcids específics a el ARNt específic. D'aquí deriva la idea que si específics adaptadors d'ARNt poguessin ser específics per un determinat aminoàcid, podríem estar davant d'un possible origen del codi genètic. D'aquesta manera un món dominat catalíticament per ARN podria haver derivat a un món dominat per proteïnes degut a la seva major versatilitat, ja que posseeixen 20 aminoàcids respecte a tan sols 4 bases de l'ARN. Podríem imaginar la primera cèl·lula formada per la bicapa lipídica, formada espontàniament degut a les propietats fisicoquímiques de l'aigua, i un sistema de ribozims a l'interior com a maquinària informativa i catalitzadora a la vegada.